# The Drive for a Life
The Drive for a Life é um filme mudo norte-americano de 1909 em curta-metragem, do gênero dramático, escrito e dirigido por D. W. Griffith. O filme foi estrelado por Arthur V. Johnson, Florence Lawrence e Marion Leonard. Foi produzido e distribuído por Biograph Company.